# Birthing
Birthing es el decimoséptimo álbum de estudio del grupo de rock neoyorquino Swans. Publicado el 30 de mayo de 2025  a través de los sellos Young God Records y Mute. Su líder Michael Gira ha declarado que éste era el último álbum de la banda centrado en "Mundos de sonido que todo lo consumen" con futuros álbumes tomando una "forma significativamente reducida".  El primer sencillo de Birthing "I Am a Tower" fue lanzada el 25 de febrero de 2025.

## Lista de Canciones
| Birthing lista de canciones |                   |          |  |
| N.º                         | Título            | Duración |  |
| 1.                          | «The Healers»     | 21:41    |  |
| 2.                          | «I Am a Tower»    | 19:17    |  |
| 3.                          | «Birthing»        | 22:20    |  |
| 4.                          | «Red Yellow»      | 6:51     |  |
| 5.                          | «Guardian Spirit» | 10:57    |  |
| 6.                          | «The Merge»       | 15:19    |  |
| 7.                          | «(Rope) Away»     | 19:10    |  |